# Dinochloa morowaliensis
Dinochloa morowaliensis är en gräsart som beskrevs av Elizabeth A. Widjaja. Dinochloa morowaliensis ingår i släktet Dinochloa och familjen gräs. Inga underarter finns listade i Catalogue of Life.